# Kinh tế quy định
Kinh tế học quy định là điều tiết nền kinh tế. Đó là việc áp dụng pháp luật của chính phủ hoặc các cơ quan quản lý cho các mục đích khác nhau, bao gồm khắc phục sự thất bại của thị trường, bảo vệ môi trường và quản lý kinh tế.

## Quy định
Quy định thường được định nghĩa là luật do chính phủ áp đặt đối với các cá nhân và doanh nghiệp khu vực tư nhân nhằm điều chỉnh và sửa đổi các hành vi kinh tế. Xung đột có thể xảy ra giữa các dịch vụ công và các thủ tục thương mại (ví dụ: tối đa hóa lợi nhuận), lợi ích của những người sử dụng các dịch vụ này (xem sự thất bại của thị trường) và cả lợi ích của những người không trực tiếp tham gia giao dịch (ngoại ứng). Do đó, hầu hết các chính phủ đều có một số hình thức kiểm soát hoặc quy định để quản lý những xung đột có thể xảy ra. Mục tiêu lý tưởng của điều tiết kinh tế là đảm bảo cung cấp dịch vụ an toàn và phù hợp, đồng thời không cản trở hoạt động hiệu quả và phát triển của doanh nghiệp.
Ví dụ, ở hầu hết các quốc gia, quy định kiểm soát việc bán và tiêu thụ rượu và thuốc theo toa, cũng như kinh doanh thực phẩm, cung cấp dịch vụ chăm sóc cá nhân hoặc dân cư, giao thông công cộng, xây dựng, phim ảnh và truyền hình, v.v. Độc quyền, đặc biệt là những độc quyền khó bãi bỏ (độc quyền tự nhiên), thường được quy định. Lĩnh vực tài chính cũng được quản lý chặt chẽ.